# Măgura (Teleorman)
Măgura è un comune della Romania di 2 981 abitanti, ubicato nel distretto di Teleorman, nella regione storica della Muntenia.
Il comune è formato dall'unione di 2 villaggi: Guruieni e Măgura.